# バウハウス (バンド)
バウハウス（Bauhaus）は、1979年にデビューしたイギリスのロックバンド。名前はドイツの芸術活動バウハウスから由来している。当初は「Bauhaus1919」という名前だったが、コマーシャル的なアピールのために、1年も経たずに「Bauhaus」に改名。
ゴシック・ロックの先駆と言えるバンドである。時にパンク以上に激しい曲もあり、視覚的パフォーマンス、特にボーカリストであるピーター・マーフィーのステージング等は評価が高い。またシングルのB面は実験的なアプローチでダブやサウンドトラック風の楽曲、更には各々メンバーによるソロ的アプローチの「1・2・3・4」という曲も存在しバウハウスの原点が垣間見られポストパンクのバンドでありながら、シュールレアリスム、バレエ等の要素を採り入れ演劇的なステージングで人気があった。デヴィッド・ボウイの「ジギー・スターダスト」やT・レックスの「テレグラム・サム」をカバーし、グラムロックの新たなる継承者として賞賛を受ける。
後期はピーター・マーフィーと他の三人との間における音楽性の相違によって仲違いを招き、1983年5月に初来日公演を果たすものの、同年7月5日にロンドンのハマースミスにあったハマースミス・パレスでのライブを最後に解散に至る。その後、マーフィーはポール・ビンセント・ロウフォード、元ジャパンのミック・カーンと組んだ「ダリズ・カー」を経てソロ活動へ、他の三人は「ラヴ・アンド・ロケッツ」を結成した。1998年再結成。再来日も果たした。

## メンバー
- ピーター・マーフィー（Peter Murphy） - リード・ボーカル、ギター、キーボード、メロディカ、コンガ
- ダニエル・アッシュ（Daniel Ash） - ギター、アコースティックギター、サクソフォーン、バック・ボーカル
- デイビッド・J（David J. Haskins） - ベース、キーボード、パーカッション、バック・ボーカル
- ケビン・ハスキンス（Kevin Haskins） - ドラム、キーボード、ピアノ、バック・ボーカル

※デイビッド・Jとケビン・ハスキンスは兄弟である（デイビッドが兄、ケビンが弟）。

### 旧メンバー
- クリス・バーバー（Chris Barber） - ベース

## ディスコグラフィ

### スタジオ・アルバム
- 『イン・ザ・フラット・フィールド』 - In The Flat Field（1980年、4AD）※旧邦題『暗闇の天使』
- 『マスク』 - Mask（1981年、Beggars Banquet）
- 『ザ・スカイズ・ゴーン・アウト』 - The Sky's Gone Out（1982年、Beggars Banquet）
- 『バーニング・フロム・ジ・インサイド』 - Burning From The Inside（1983年、Beggars Banquet）
- 『暗闇のごとく現れ、白い陽炎のように去りゆく』 - Go Away White（2008年、Cooking Vinyl）

### ライブ・アルバム
- 『プレス・ジ・イジェクト・アンド・ギブ・ミー・ザ・テープ』 - Press The Eject And Give Me The Tape（1982年、Beggars Banquet）
- 『スウィング・ザ・ハートエイク - BBCセッションズ』 - Swing The Heartache:The BBC Sessions（1989年、Beggars Banquet）
- Rest In Peace:The Final Concert（1992年、Nemo）
- Live in the Studio 1979（1997年、Nemo）
- 『ゴッサム』 - Gotham（1999年、Metropolis）
- This Is for When（2009年、Vinyl 180）

### コンピレーション・アルバム
- 『1979-1983 ベスト・オブ・バウハウス』 - 1979-1983（1985年、Beggars Banquet）
- 『スピリット』 - Spirit（1989年、Beggars Banquet）※日本盤のみ
- 『クラックル - ベスト・オブ・バウハウス』 - Crackle - The Best Of Bauhaus（1998年、Beggars Banquet）

### EP
- Kick in the Eye EP (1982年、Beggars Banquet)
- 4AD (1983年、4AD)
- The Singles 1981-1983 (1983年、Beggars Banquet)
- Bauhaus E.P. (1983年、A&M)

### シングル
- "Bela Lugosi's Dead"（1979年、Small Wonder）
- "Dark Entries"（1980年、4AD/Beggars Banquet）
- "Terror Couple Kill Colonel"（1980年、4AD）
- "Telegram Sam"（1980年、4AD）
- "Kick in the Eye"（1981年、Beggars Banquet）
- "The Passion of Lovers"（1981年、Beggars Banquet）
- "Satori in Paris"（1982年、Beggars Banquet/New Rose）
- "Spirit"（1982年、Beggars Banquet）
- "Ziggy Stardust"（1982年、Beggars Banquet）
- "Lagartija Nick"（1983年、Beggars Banquet）
- "She's in Parties"（1983年、Beggars Banquet）
- "Sanity Assassin"（1983年、Beggars Banquet）

### 映像作品
- 『シャドウ・オブ・ライト』 - Shadow of Light（1984年、Beggars Banquet、Hendring）
- 『ライヴ・アーカイヴ』 - Archive（1984年、Beggars Banquet）
- Gotham（1999年、Metropolis）